# Zakony średniowiecznego Dzierżoniowa
W średniowiecznym Reichenbachu (obecnie Dzierżoniowie) miały swoje placówki trzy zakony rycerskie:
- Augustianie-eremici – w XIV wieku istotne miejsce w życiu miasteczka zajmował klasztor jednego z popularnych wówczas zakonów żebrzących – augustianów-eremitów. W mieście funkcjonowała nawet nazwa platea mendicancium, która oznaczała ich dzielnicę. O popularności zakonu w okresie średniowiecza świadczyły również liczne nadania.
- Bożogrobcy – na ulicy Ząbkowickiej znajdują się mało interesujące ruiny kamienicy nr 50. Do początków XIX wieku w tym miejscu stał wspaniały gotycki kompleks, składający się z kościoła, klasztoru i szpitala. Należały one do nieistniejącego już dzisiaj zakonu Stróżów Świętego Grobu w Jerozolimie.
- Joannici – Istotnym elementem średniowiecznej historii Europy były wyprawy krzyżowe. Ich echem było powołanie zakonów rycerskich do obrony miejsc świętych w Jerozolimie. Wyrazem tych idei było sprowadzenie do Dzierżoniowa przedstawicieli jednego z największych zakonów braci-rycerzy tej epoki czyli joannitów.

## Augustianie-eremici

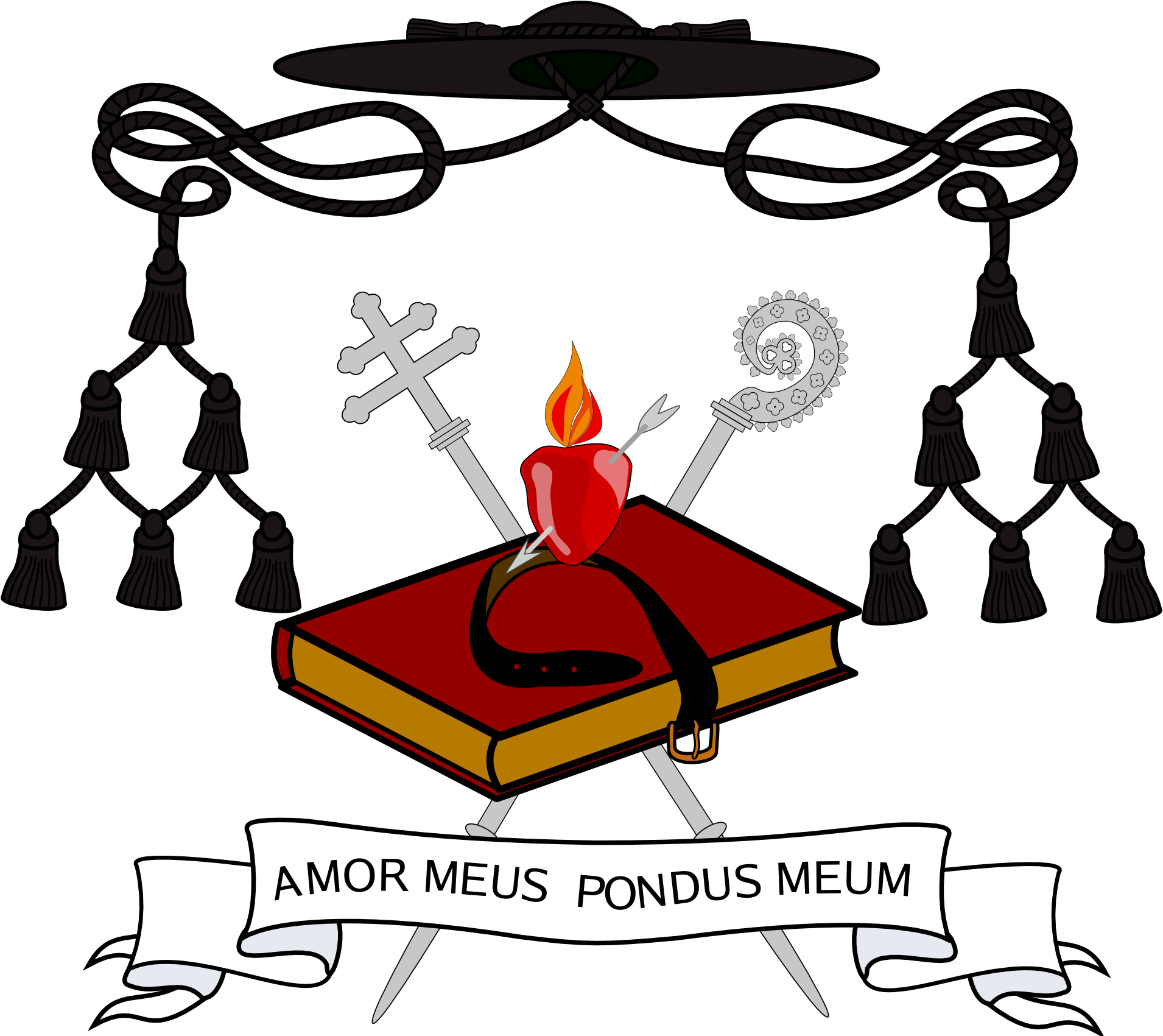
Zakon Braci Świętego Augustyna

W początkach XIV w. augustianie-eremici zostali również sprowadzeni do Dzierżoniowa. Ich fundatorem był prawdopodobnie Bolko I, książę świdnicko - jaworski. Za jego panowania powstały m.in. klasztory cystersów w Krzeszowie i klarysek w Strzelinie. Klasztor był miejscem modlitwy za swego dobroczyńcę, skupiał on również wokół siebie rodziny osób doń występujących i związanych z nimi ekonomicznie. Jeśli zakon zajmował się kaznodziejstwem, to mógł również odgrywać doskonałą rolę propagatorską na rzecz swego fundatora. Z tych zapewne powodów Bolko I lokował nowe klasztory na terenach przygranicznych (Dzierżoniów), lub świeżo pozyskanych (Strzelin). Stanowiły one swego rodzaju sakralne zabezpieczenie granic. Nie jest wiadome z całą pewnością, kiedy augustianie-eremici pojawili się w Dzierżoniowie. W 1329 roku wśród świadków na dokumencie wystawionym dla innego dzierżoniowskiego zakonu, bożogrobców, występuje Mikołaj, przeor miejscowych augustianów. W falsyfikacie datowanym na rok 1300 jest mowa o zakonie medykanckim, co mogłoby sugerować, że klasztor powstał przed tym rokiem. Nie można tego jednak z całą pewnością udowodnić. Z drugiej strony potomek Bolka I (zmarł w 1301 roku), Bolko II sprowadził do Dzierżoniowa joannitów, a mało prawdopodobne jest, żeby w tym samym mieście i w tym samym okresie fundował dwa klasztory. Na początku XIV w. augustianie-eremici wznieśli w Dzierżoniowie kościół i klasztor stanowiące jedną bryłę. Świątynia otrzymała wezwanie św. Marka Ewangelisty. W pierwszym wieku istnienia zakon cieszył się dużym poparciem miejscowego rycerstwa, od którego poszukiwał jałmużny i nieruchomości, czasami nawet o znacznej wartości np. folwarki w Piławie (1387 i 1394). Było to zgodne z prawem do przyjmowania zapisów nadanym eremitom przez papieża Bonifacego VIII, które potwierdził Ludwik IV Bawarski w 1339 roku. W XIV i XV w. klasztor był już stałym elementem topografii miasta – mówiło się nawet o dzielnicy braci żebrzących (platea medicancium).

### Rola dzierżoniowskiego konwentu

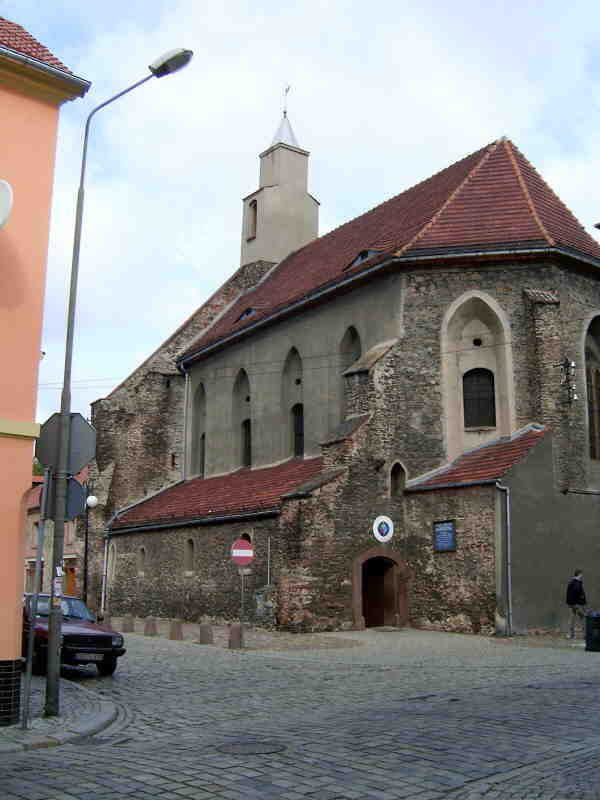
Poaugustiański kościół pw. Niepokalanego Poczęcia NMP w Dzierżoniowie

O losach konwentu augustianów-eremitów w Dzierżoniowie niewiele wiadomo. Prawdopodobnie był on jednym z mniejszych na Śląsku i liczył kilkunastu zakonników. Z XIV w. zachowały się dwa dokumenty. Pierwszy z roku 1349 mówi o tym, że kilku braci wzięło udział w zebraniu duchownych w Dzierżoniowie w celu dopilnowania swoich spraw i przywilejów. Zakon otrzymał wówczas na własność wieś Podgórzno w pobliżu Dzierżoniowa. W 1369 roku tamtejszy folwark został wyłączony jurysdykcji sołtysa w Dzierżoniowie Dolnym (na podstawie przywileju Ludwika IV Bawarskiego z roku 1341, w którym przekazał augustianom-eremitom jurysdykcję nad podwładnymi mieszkańcami w ich posiadłościach). Dokument wystawiony w roku 1350 mówi z kolei jedynie o tym, że przeor dzierżoniowskiego klasztoru, Johanes del Ponte i konwent ustanowili swoim pełnomocnym prokuratorem brata Jonnesa von Miess. O tym, że miejscowy klasztor i w następnym wieku odgrywał pełną rolę może świadczyć fakt, że w 1425 roku. odbyła się w Dzierżoniowie kapituła prowincjonalna, na której prowincjałem obrano Bertolda Puchhausena z Ratyzbony.

### Augustianie-eremici a inne zakony
Niewiele wiemy na temat tego, jak układały się stosunki wzajemne pomiędzy augustianami i pozostałymi zakonami dzierżoniowskimi, oraz duchowieństwem diecezjalnym. Historia tego zgromadzenia na Śląsku mówi, że dochodziło do konfliktów na tle udzielania sakramentów. Postanowienia Soboru z Vienne, ogłoszone przez biskupa Henryka z Wierzbna w 1314 roku, ustaliły, że liczba spowiedników w klasztorach żebraczych ma być uzgadniana z rządcą diecezji i zależna od liczby ludności i kleru w danym mieście i okolicy. Zakonnicy nie mogli udzielać Komunii i innych sakramentów. Konflikty rodził również przywilej nadany eremitom św. Augustyna przez papieża Bonifacego VIII w 1303 roku. Otrzymali wówczas pozwolenie na zakładanie cmentarzy w swoich siedzibach. Mógł tam być pochowany każdy z wyjątkiem osób skazanych na banicję i obłożonych klątwą. Pochówki takie cieszyły się dużym powodzeniem, ponieważ w średniowieczu wierzono, że miejsca spoczynku w kościele klasztornym, w pobliżu Najświętszego Sakramentu i codzienne modlitwy zakonników za zmarłych, zapewniają szybkie odpokutowanie win i wyswobodzenie z czyśćca. Dzierżoniowscy augustianie wchodzili w konflikty z miejscowymi joannitami, którzy sprawowali patronat nad kościołem parafialnym. Spory między nimi rozstrzygały sądy kościelne, regulujące wzajemne uprawnienia.

### Skutki reformacji
W wyniku wojen husyckich i reformacji nastąpiło rozprzężenie życia zakonnego i likwidacja wielu klasztorów. Niepokoje religijne nie ominęły również dzierżoniowskiego konwentu. Nauka Marcina Lutra, który także był augustianinem, znalazła i tutaj swoich zwolenników. Również nastroje panujące w mieście, niechętne wobec zakonników, nie ułatwiły życia pozostałym w klasztorze mnichom. Wkrótce opuścili oni Dzierżoniów, a w 1535 roku ówczesny wikariusz zakonny Pankracy Geyer, za zwolnieniem wrocławskiego klasztoru św. Doroty, sprzedał całą parcelę wraz z zabudowaniami Wolfgangowi von Bitschen z Piskorzowa. Umowa zawierała warunek, że "dom Boży pozostanie w dotychczasowym stanie i nie ucierpi na tym odbywająca się w nim służba Boża". Sprzedaż zatwierdził król Ludwik Jagiellończyk w niedzielę po Wniebowstąpieniu. Zaledwie rok później, nowy właściciel odsprzedał grunty poklasztorne wraz z zabudowaniami Radzie Miejskiej, a ta rozparcelowała je i sprzedała poszczególne części osobom prywatnym. Wkrótce kościół został spustoszony, a w części klasztornej miasto urządziło magazyn słodu, z którego korzystał browar miejski i mieszczenie uprawnieni do warzenia piwa. W późniejszym okresie budynek służył również za remizę strażacką i garaż dla pojazdów garnizonowych.

### Próby powrotu
W ten sposób zakończyła się w zasadzie historia augustianów-eremitów w Dzierżoniowie. Zakon nigdy nie uznał sprzedaży kościoła, uważając poczynania Rady Miejskiej za aneksję. Ojcowie augustianie kilkukrotnie podejmowali próby odzyskania swoich dóbr. W okresie wojny trzydziestoletniej, w 1627 roku, kiedy wojska austriackie pod dowództwem Wallensteina okupowały miasto, zaczęto zwracać kościołowi katolickiemu utracone prawa i majątki. Wówczas na krótki czas eremici odzyskali kościół i wyświęcili go 22 czerwca 1628 r. Czasy jednak były dla zakonników niebezpieczne, miasto było niemal całkowicie luterańskie i nastroje ludzi nie sprzyjały ponownemu osiedlaniu się braci pustelników w Dzierżoniowie. Kościół pozostał więc zamknięty aż do 1713 roku, kiedy to po gruntownych pracach remontowych został ponownie wyświęcony jako filia kościoła św. Jerzego. Otrzymał również nowe wezwanie Niepokalanego Poczęcia NMP. Utrzymano go z datków katolickiej gminy wyznaniowej i odprawiano w nim sporadyczne nabożeństwa, zwłaszcza ku czci jego patronki. W tym okresie zakon augustianów-eremitów ponownie podjął starania o odzyskania kompleksu klasztornego. Roszczenia te zostały definitywnie odrzucone przez cesarza Karola VI Habsburga w 1740 roku.

### Pozostałości po augustianach
Kościółek poaugustiański do dzisiaj stanowi malowniczy element miasta. Pomimo zakrętów historii, związanych z sytuacją Kościoła katolickiego w protestanckiej Rzeszy i w systemie komunistycznym, miał szczęście jako filia fary miejskiej, przetrwać do naszych czasów. W 1965 roku został on wpisany do rejestru zabytków. Obecnie należy do parafii NMP Matki Kościoła. Poza niezmienionym wyglądem zewnętrznym, którego surowość nasuwa skojarzenia z eremickim charakterem zakonu, jedynym akcentem dawnych wieków we wnętrzu kościółka jest zabytkowa drewniana, niepolichromowana ambona. Prowadzą do niej schodki z zakrystii. Tematycznie przypomina ona kazalnicę z kościoła św. Jerzego – jej kosz zdobią płaskorzeźby czterech ewangelistów. Baldachim wieńczy figura Chrystusa Dobrego Pasterza. Budynek poklasztorny nie miał tyle szczęścia, co kościół. Na przestrzeni ostatnich wieków był wykorzystywany przez miasto w rozmaitych celach, głównie gospodarczych. W XVI w. został on przebudowany. Rozebrano główną kondygnację oraz stromy, dwupołaciowy dach średniowieczny, którego kalenica w czasach użytkowania budynku przez braci pustelników, sięgała do połowy wysokości wieżyczek (sygnaturki). W okresie wojny siedmioletniej (1756–1763) dwukondygnacyjna już, podobnie jak dzisiaj, budowla była wykorzystywana jako piekarnia przez wojska cesarskie] (austriackie). Po II wojnie światowej klasztor służył straży pożarnej, później pełnił funkcję magazynów. Od 1987 roku właścicielem budynku jest również parafia NMP Matki Kościoła. W ciągu ostatnich lat zostały z niego zdjęte tynki, dzięki czemu klasztor i kościół znów zaczęły stanowić w miarę jednolity obiekt.

## Bożogrobcy

Bracia Krzyżowi Pańskiego Grobu Jerozolimskiego

W Dzierżoniowie bożogrobcy osiedlili się na przełomie XIII i XIV w. Dokument z 1331 roku mówi o tym, że biskup wrocławski Tomasz II Zaremba ufundował przed murami miasta szpital. Miało to miejsce w obecności Bernarda, księcia lwóweckiego, a fundusze pochodziły częściowo z zapisu księcia wrocławskiego Henryka IV Probusa, który przeznaczył na ten cel czynsz ze wsi Piława. Fundacja miała więc miejsce w okresie pomiędzy objęciem władzy Bernarda w 1281 roku, a śmiercią Henryka Probusa w 1290 roku. W latach 1292–1301 biskup Jan III Romka sprowadził do Dzierżoniowa miechowitów, którzy otrzymali przed Bramą Ząbkowicką rozległą parcelę, na której wznieśli kościół pw. Świętego Grobu św. Barbary (pierwsza wzmianka o kościele pochodzi z 1289 roku), oraz zabudowania klasztorne. Patronka kościoła była również mocno związana z zakonami rycerskimi. Chroniła od nagłej śmierci bez sakramentów. Jej kult był szczególnie żywy w zakonie krzyżackim.

### Kościół Świętego Grobu i św. Barbary w Dzierżoniowie
Trudno dzisiaj określić, jaki dokładnie kształt miał kościół bożogrobców w Dzierżoniowie. Przeprowadzone w 2001 roku badania architektoniczne zachowanego fragmentu kompleksu klasztornego, pozwoliły ustalić pierwotny plan kościoła. Nie przypominał on wspomnianej kaplicy Grobu Świętego. Pierwotnie był on jednonawowy, ale w krótkim czasie, jak potwierdziły odkrywki archeologiczne, dobudowano nawy boczne. Nawa środkowa była dwukrotnie szersza od naw bocznych. Rozdzielały je dwie pary filarów, na których prawdopodobnie opierały się sklepienia. Od strony zachodniej, na przedłużeniu nawy głównej znajdowała się kruchta, od wschodu prezbiterium. Kościół był orientowany. Zewnętrzny wygląd kościoła można jedynie w przybliżeniu ustalić na podstawie XVIII-wiecznych rycin Wernera i Endlera. Widoczny jest na nich kompleks, składający się z kilku luźno usytuowanych budynków. Nie wiemy który z nich pełnił funkcję klasztoru, a który szpitala. Budowle zostały prawdopodobnie wzniesione początkowo w stylu gotyckim, a następnie przebudowane na renesansowe. Widoczne są również elementy baroku. Sama bryła kościoła była rzeczywiście trójnawowa z trójprzęsłowym korpusem. Nawa główna wraz z kruchtą zachodnią były przykryte wspólnym dwuspadowym dachem. Nawy boczne przykryto poprzecznie osobnymi, nieco niższymi również dwuspadowymi dachami. Nad prezbiterium wznosiła się wysoka, ośmioboczna wieża, która wyglądem przypominała ratuszową. Budowla otrzymała taki kształt po dwóch odbudowach, które miały miejsce po pożarach w dobie wojny trzydziestoletniej (1633) i w u schyłku XVII w.

### Kult Świętego Grobu
W duchowości i działalności duszpasterskiej bożogrobców dominował kult Męki Pańskiej i Grobu Chrystusa. Przywileje papieskie zapewniały kościołom tego zakonu takie same odpusty, jakie uzyskiwali pielgrzymi do Jerozolimy. Nie zachowały się jednak dokumenty potwierdzające takie prawa dla świątyni miechowitów w Dzierżoniowie. Kult Świętego Grobu był jednak na tyle silny, że dzierżoniowski rycerz Stefan starał się w Stolicy Apostolskiej o zezwolenie na odbycie pielgrzymki do Grobu Chrystusa w Jerozolimie i uzyskał je w 1349 roku dla siebie i sześciu towarzyszy.

### Sekularyzacja
W drugiej dekadzie XVIII w. nyska kapituła krzyżowców planowała rozbudowę kompleksu klasztornego w Dzierżoniowie, niestety zanim do tego doszło, zmieniła się sytuacja religijna Śląska, który po wojnie siedmioletniej przeszedł z rąk katolickich Habsburgów pod panowanie protestanckich Hohenzollernów. W 1810 roku zakon został sekularyzowany. 24 stycznia 1811 roku uroczyście zamknięto na zawsze kościół Świętego Grobu i Świętej Barbary, co położyło kres działalności bożogrobców w Dzierżoniowie. Budynki klasztorne zamieniono na mieszkania i wystawiono na sprzedaż, ale nie znalazły nabywców. W następnych latach służyły jako biura dla urzędów miejskich. Kościół rozebrano jeszcze w pierwszej połowie XIX w.

### Ślady bożogrobców w Dzierżoniowie
Sekularyzacja zakończyła okres wielowiekowej obecności miechowitów nie tylko w Dzierżoniowie, ale i na całym Śląsku. Wkrótce zakon ten przestał całkowicie istnieć. W Dzierżoniowie pozostały po nim tylko ruiny przy ulicy Ząbkowickiej 50, które ciężko dzisiaj skojarzyć ze świetnym zapewne w dawnych wiekach gotyckim kompleksem. Do dziś przetrwały jedynie częściowo mury prezbiterium oraz fragmenty zewnętrznych ścian. Nie figurują one jednak w rejestrze zabytków, dlatego też zapewne wkrótce nawet te nikłe ślady średniowiecznych Stróżów Świętego Grobu na ziemi dzierżoniowskiej ulegną bezpowrotnemu zatarciu.

## Joannici

Zakon Rycerski Świętego Jana Chrzciciela Szpitala Jerozolimskiego

Dzierżoniów był jedną, z ostatnich placówek joannitów na Śląsku. Osadził ich tutaj Bolko II Mały, przekazując im w 1338 roku prawo patronatu nad kościołem parafialnym pw. św. Jerzego. Zakonnicy przybyli do Dzierżoniowa z największego śląskiego konwentu w Strzegomiu. Utrzymywali oni ożywione kontakty, zwłaszcza gospodarze, z miejscowym rycerstwem i mieszczanami, o czym świadczą transakcje kupna-sprzedaży dochodów. Po objęciu placówki, joannici przystąpili do rozbudowy powierzonego im kościoła parafialnego. Podniesiono wówczas wysokość nawy głównej. Działalność zakonników była kontrolowana i w części finansowana przez władze miejskie, dlatego dzierżoniowska fara, podobnie jak inne kościoły joannickie, nie miała własnego oryginalnego kształtu. a została wzniesiona w stylu typowym dla ówczesnych kościołów śląskich.

### Siedziba
Siedzibą komtura i zakonników w Dzierżoniowie stał się budynek sąsiadujący z kościołem, który został odkupiony od miejscowych altarystów. Został on połączony ze świątynią specjalnym krużgankiem, którego wlot znajdował się za ołtarzem głównym.